# Bernard Kiplagat
Bernard Kipchirchir Kiplagat (ur. 10 sierpnia 1988) – kenijski lekkoatleta, specjalizujący się w biegach na średnich i długich dystansach.
Brązowy medalista międzynarodowych mistrzostw Australii w biegu na 5000 metrów (Melbourne 2009).

## Rekordy życiowe
- bieg na 1500 metrów – 3:39,25 (2009)
- bieg na 2000 metrów – 5:00,82 (2007)
- bieg na 3000 metrów – 7:37,69 (2007)
- bieg na 5000 metrów – 13:21,84 (2009)